# Замарди
Замарди (мађ. Zamárdi) је град у Мађарској. Замарди је град у оквиру жупаније Шомођ.

## Географија

### Локација
Замарди се граничи са језером Балатон на северу, Шиофоком на истоку, Балатонендредом на југу и Сантодом на западу. Највиша тачка насељеног подручја је 176 метара, врх брда Кехеђ.
До места се долази аутопутем М 7, са југа, од Таба на путу 6501, или железницом на железничкој линији Секешфехервар–Ђекењеш. Одатле почиње пут 7102, који опслужује саобраћај који води до Тихања, који се одваја од седмице, нешто после његовог 114. километра, и после добрих 5 километара се враћа на исто место у Сантод, код деонице 118. километра.
Насеље је део винске регије Балатонбоглар.

## Историја
Подручје града било је насељено хиљадама година, током археолошких ископавања пронађени су многобројни праисторијски, бронзани, келтски, германски и римски налази. Његов најистакнутији археолошки споменик је Аварско гробље, које је највеће и јединствено богато аварско налазиште у Карпатском басену.
Име града се први пут појављује 1082. године као Цамард у граничној исправи, а затим 1171. године као Замард у аутентичној исправи. У документима његово име је написано као Сомард, Сомарди из 13. века, а затим као Самарди из 18. века. Као Замарди, први пут се појавио у извештају општинског судије 1828. године.
Следећи одређујући период после аварског периода је период после доласка Мађара на ове просторе. Први документовани помен насеља датира из 1082. године. Стефан III Угарски га помиње у документу из 1171. Древно село је можда било Еђхазаш-Замард, које је било насељено поред важног пута.
Насеље је било мало село до 1927. године, када је претворено у велико село, односно од тада има самосталног чиновника. Било је то село са независним већем од 1950. године, а између 1970. и 1990. формирало је заједничко веће са Балатонендредом, које је 1989. године проглашено за велико сеоско веће. Од 1990. године има самосталну општину, а задржавши титулу великог села, титулу града добија 1. јула 2008. године.
До 1997. Сантод је такође био део Замардија, који је, међутим, одлучио за независност на референдуму 1995. године.
Бањски период насеља је почео 1910-их година. Године 1913. основано је купалиште Балатонзамарди,  а спектакуларан развој купалишног комплекса почео је 1930-их година. Данас се Замарди сматра једним од упоришта балатонског туризма. Број регистрованих ноћења гостију прелази 300.000.

## Становништво
Током пописа 2011. године, 87,7% становника се изјаснило као Мађари, 3,6% као Немци, 0,3% као Роми и 0,2% као Румуни (12,1% се није изјаснило). 
Верска расподела је била следећа: римокатолици 53,8%, реформисани 9,1%, лутерани 1,3%, гркокатолици 0,3%, без вероисповести 11,1% (23,1% се није изјаснило).